# Francesco Alfano
Francesco Alfano (Nocera Inferiore, 13 giugno 1956) è un arcivescovo cattolico italiano, dal 10 marzo 2012 arcivescovo di Sorrento-Castellammare di Stabia.

## Biografia
Nasce a Nocera Inferiore, sede vescovile in provincia di Salerno, il 13 giugno 1956.

### Formazione e ministero sacerdotale
Frequenta la scuola media inferiore presso il seminario minore diocesano, il liceo nel seminario regionale di Salerno. Come alunno dell'Almo collegio Capranica studia filosofia e teologia presso la Pontificia Università Gregoriana, licenziandosi in teologia sistematica.
Il 17 aprile 1982 è ordinato presbitero per la diocesi di Nocera Inferiore-Sarno.
Ricopre gli incarichi di vicario cooperatore in San Bartolomeo apostolo a Nocera Inferiore (1982-1986), di parroco di Santa Maria delle Grazie a Casali di Roccapiemonte (1986-1989), di direttore dell'Istituto diocesano di scienze religiose (1992-1996) e di responsabile della formazione dei seminaristi (1993-2002). Nel 1989 è nominato parroco di Santa Maria delle Grazie ad Angri e nel 2001 vicario episcopale per il clero.
Inoltre, è assistente diocesano dei giovani dell'Azione Cattolica, segretario del Consiglio presbiterale e del Collegio dei consultori, direttore del Consiglio pastorale e responsabile dell'Ufficio pastorale della nuova evangelizzazione.
Collabora per la celebrazione del sinodo diocesano (1996-2001) e del 1º congresso eucaristico diocesano.
Dal 24 ottobre 1996 è cappellano di Sua Santità.

### Ministero episcopale
Viene nominato arcivescovo di Sant'Angelo dei Lombardi-Conza-Nusco-Bisaccia il 14 maggio 2005.
Riceve l'ordinazione episcopale il 2 luglio 2005 dal vescovo di Nocera Inferiore-Sarno Gioacchino Illiano, co-consacranti gli arcivescovi Paolo Romeo, nunzio apostolico in Italia, e Salvatore Nunnari, arcivescovo metropolita di Cosenza-Bisignano.
Il 10 marzo 2012 viene nominato arcivescovo di Sorrento-Castellammare di Stabia, continuando però a reggere l'arcidiocesi di Sant'Angelo dei Lombardi-Conza-Nusco-Bisaccia in qualità di amministratore apostolico fino al 6 gennaio 2013. Prende possesso dell'arcidiocesi il 28 aprile 2012.
Risiede nel seminario arcivescovile "Alfonso Sozy Carafa" di Vico Equense.
Attualmente ricopre anche i seguenti incarichi:
- Vescovo promotore dell'Apostolato del mare della Conferenza episcopale italiana.
- Vescovo delegato della conferenza episcopale campana per la pastorale sanitaria.[3]

## Genealogia episcopale
La genealogia episcopale è:
- Cardinale Scipione Rebiba
- Cardinale Giulio Antonio Santori
- Cardinale Girolamo Bernerio, O.P.
- Arcivescovo Galeazzo Sanvitale
- Cardinale Ludovico Ludovisi
- Cardinale Luigi Caetani
- Cardinale Ulderico Carpegna
- Cardinale Paluzzo Paluzzi Altieri degli Albertoni
- Papa Benedetto XIII
- Papa Benedetto XIV
- Papa Clemente XIII
- Cardinale Marcantonio Colonna
- Cardinale Giacinto Sigismondo Gerdil, B.
- Cardinale Giulio Maria della Somaglia
- Cardinale Carlo Odescalchi, S.I.
- Cardinale Costantino Patrizi Naro
- Cardinale Lucido Maria Parocchi
- Papa Pio X
- Papa Benedetto XV
- Papa Pio XII
- Cardinale Carlo Confalonieri
- Arcivescovo Guerino Grimaldi
- Vescovo Gioacchino Illiano
- Arcivescovo Francesco Alfano